# Madhupur-Nationalpark
Der Madhupur-Nationalpark (bengalisch মধুপুর জাতীয় উদ্যান Madhupura jātīẏa udyāna) liegt in der Division Dhaka in Bangladesch. Die Forstdirektion des Umwelt- und Forstministeriums ist für die Verwaltung zuständig.

## Geschichte
Die staatliche Übernahme von Waldressourcen in Bengalen begann mit dem Indian Forest Act 1927, jedoch sprach dieser den Zamindars nicht die Rechte an ihrem Land ab, sodass die Garos, ein indigenes Volk, das Gebiet des heutigen Madhupur-Nationalparks verwalteten. Das Zamindar-System wurde mit dem Bengal Tenancy and Acquisition Act 1950 abgeschafft und 1962 wurde der Madhupur-Nationalpark gegründet, sodass das Gebiet nun unter staatlicher Verwaltung lag. Erst 1982 wurde jedoch der Nationalpark offiziell als solcher unter dem Bangladesh Wildlife (Preservation) Act, 1974 klassifiziert. Bis heute gibt es im Park Konflikte um die Landnutzung mit der indigenen Bevölkerung.

## Geographie
Das Schutzgebiet hat eine Fläche von 84,36 km² und weist laut der World Database on Protected Areas die IUCN-Kategorie IV (Biotop-/Artenschutzgebiet mit Management) auf. Der Großteil des Parks (81,958 km²) liegt innerhalb des Distrikts Tangail im Madhupur-Upazila, während sich am Ostende 2,402 km² im Muktagacha-Upazila des Distrikts Maimansingh befinden. Der Madhupur-Nationalpark liegt etwa 151 km nördlich der Hauptstadt Dhaka auf einer Höhe von bis zu 15 m und erhebt sich etwa ein bis zwei Meter über das umliegende Gebiet. Die Topographie weist zahlreiche sanfte Hügel und Senken auf. Zwei kleine Flüsse, Banar und Bangshi, fließen durch das östliche bzw. westliche Parkgebiet. Das herrschende Klima ist tropisch. Der April ist mit bis zu 37 °C der wärmste Monat und der Januar mit minimal 10 °C der kälteste. Der jährliche Gesamtniederschlag beläuft sich auf etwa 2500 mm, davon fällt der Großteil während der Regenzeit im Juni bis September. Durch den Park führt eine 8 km lange Straße von Rasulphur bis Dokhola.

## Flora und Fauna
Die Vegetation weist zu etwa 40 % dichte Wälder auf mit dem Salbaum, der etwa 75 % der Bäume ausmacht, als dominierender Baumart (Salwald). Darüber hinaus gibt es Gebiete mit Buschland. Insgesamt ergab eine Untersuchung der Baumarten innerhalb des Parkgebiets 139 Arten aus 100 verschiedenen Gattungen und 40 Familien. Von den 139 Baumarten verteilen sich dabei 66 auf die natürlichen Baumbestand, während der Rest an Straßen und anderen Gebieten gepflanzt wurde. Neben den Salbäumen sind häufig vorkommende Arten das Wolfsmilchgewächs Mallotus philippensis, die Sternbuschart Grewia nervosa, die Myrobalanen-Art Terminalia bellirica, das Balsambaumgewächs Protium serratum, der Markfruchtbaum und das Seifenbaumgewächs Schleichera oleosa.
Bereits im 19. Jahrhundert verschwand das inzwischen als gefährdet eingestufte Panzernashorn aus dem heutigen Nationalparkgebiet und später auch der Tiger.
Zur Fauna des Nationalparks zählen heute noch 21 Säugetierarten, darunter die Kleine Indische Zibetkatze, das Wildschwein, der Goldschakal, der Bengalfuchs, das Indische Weißschwanz-Stachelschwein, der Schwarznackenhase, das Irawadi-Hörnchen sowie Primaten wie der Rhesusaffe, der Bengalische Hanuman-Langur und der gefährdete Kappenlangur. Möglicherweise kommt auch der gefährdete Nebelparder im Schutzgebiet vor. Darüber hinaus umfasst die Fauna 140 Vogelarten, davon 116 Stand- und 24 Zugvögel. BirdLife International identifiziert den Nationalpark daher als Important Bird Area (IBA, „wichtiges Vogelgebiet“). Zu den vorkommenden Reptilien zählen insgesamt 29 Schlangenarten, zudem möglicherweise der als potentiell gefährdet eingestufte Helle Tigerpython.